# 吉尔吉斯斯坦村 (巴卡伊阿塔区)
吉尔吉斯斯坦村是吉尔吉斯斯坦塔拉斯州巴卡伊阿塔区下辖的一个村。根据2009年吉尔吉斯共和国人口普查，全村人口为2265人。